# Turtles Forever
Pour les articles homonymes, voir turtle.
Pour plus de détails, voir Fiche technique et Distribution.
Turtles Forever (ou Teenage Mutant Ninja Turtles: Turtles Forever) est un téléfilm d'animation américain, produit par 4Kids Entertainment pour célébrer les 25 ans du comic Les Tortues ninja, à l'origine de la franchise. 
Il mélange différentes adaptations du comics, principalement la série d'animation de 1987 et celle de 2003, qui voit sa conclusion dans ce téléfilm.
Une ébauche du film est présentée au Comic-Con en juillet 2009. Elle est ensuite diffusée sur The CW4Kids le 21 novembre 2009, puis rediffusée en 3 épisodes de 23 minutes. 
Une version « uncut » rallongée de 8 minutes est par la suite mise en ligne sur le site internet de la chaîne.

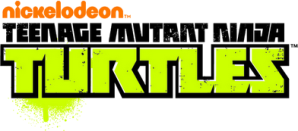
Teenage Mutant Ninja Turtles - Nickelodeon

Un DVD édité par Nickelodeon et Paramount Pictures est commercialisé aux États-Unis le 24 août 2010. 
Chaîne de télévision américaine spécialisée, dirigée par MTV Networks Kids & Family Grouple, Nickelodeon diffuse ensuite sur son réseau.

## Synopsis
(mai 2013).
Le récit débute dans l'univers de la série en 2003, où le Gang des Dragons Pourpres, dirigé par Hun, affronte quatre créatures, qui ressemblent aux tortues Tortues Ninja. Celle-ci sont capturées. 
Mais le face à face est diffusé à la télévision, et fait des tortues ninja de véritables phénomènes médiatiques. Si Splinter, leur mentor, les réprimande pour leur imprudence, elles affirment n'avoir jamais quitté leur repaire. Il s'agiraient donc de sosies. Pour découvrir l'identité secrète de celles-ci, les tortues ninja décident de confronter le gang.
Parallèlement, Hun interroge les sosies captifs. Elles révèlent être les Tortues Ninja d'une réalité alternative : celles de la série de 1987. Hun est déçu de n'avoir attrapé que le double de ses vrais adversaires. Il saisit néanmoins, cette occasion pour voler des échantillons de mutagène appartenant à Leonardo. Alors que Hun s'apprête à tuer ses otages, les Tortues de 2003 interviennent et sauvent leurs homologues de 1987. 
Dans le feu de l'action, un des hommes de Hun rentre en contact avec le mutagène et, ayant précédemment été en contact avec un chien féroce, mute accidentellement un chien. 

Après la bataille, les Tortues de 2003 rattrapent celles de 1987 pour obtenir des réponses. Cependant, ces dernières partent à la recherche de pizzas. Elles ignorent les civils qui pourraient les apercevoir. Cela provoque une panique générale dans la pizzeria. La police arrive et les Tortues de 2003, avec l'aide de Splinter, sauvent une fois de plus celles de 1987.
Après diverses complications, les Tortues de 1987 expliquent leur origine à Splinter et à leurs homologues de 2003. Dans leur réalité, lors d'un affrontement avec leur propre version du Shredder, ce dernier prévoyait de conquérir la ville en utilisant du mutagène, mais un dysfonctionnement dans le Technodrome, causé par Donatello, les a accidentellement transférées dans cette réalité alternative.
Ils craignent que leur version de Shredder et du Clan des Foot ait atterri aussi dans cette réalité. Les huit Tortues partent alors à la recherche du Technodrome dans les souterrains de la ville, qu'elles  finissent par trouver.  Après une bataille contre des ninjas robotiques ainsi que Bebop et Rocksteady, ils forcent l'engin à la retraite, mais n'arrivent pas à le rattraper. Ils se lancent à sa poursuite.
D'abord enragé d'avoir à présent à combattre huit tortues, Shredder (avec Krang) comprend que, si cette dimension possède sa propre version des Tortues, elle possède sans doute aussi sa propre version de lui. Après une recherche rapide, il localise Ch'rell, aussi appelé le Shredder Utrom, sa propre version de l'univers parallèle issus de la race alien des Utroms, et le ramène au Technodrome avant de le réanimer. Une fois réanimé, Ch'rell agresse Krang et son homologue de 1987. Effrayés par son agressivité, ces derniers tentent de le neutraliser, mais l'intervention de Karai, membre du clan des Foot, qui a entre-temps détecté le retour de son père adoptif, Shredder, permet à Ch'rell de se libérer et de prendre le contrôle du Technodrome.
Parallèlement, alors que les Tortues de 2003 et 1987 poursuivent le Technodrome en surface, elles sont attaquées par Hun et les Dragons Pourpres, qui souhaitent obtenir plus de mutagène du Donatello de 1987. Un incident entraîne la mutation accidentelle de Hun en une créature humanoïde. Il est effrayé par cette transformation. Il s'enfuit alors pour rejoindre Shredder Utrom et jure de se venger des Tortues.
Le Clan des Foot de 2003 améliore l'équipement du Technodrome en combinant leur technologie avec celle des Utroms. Cela permet la création de ninjas robots redoutables et la transformation de certains de leurs membres en puissants mutants. Avec pour ambition de conquérir tous les univers, Ch'rell (ou Shredder Utrom) cherche à en apprendre davantage sur le multivers. Shredder de 1987 et Krang sont relégués au rang de spectateurs.
Les deux Donatello s'efforcent de collaborer pour construire une machine permettant de voyager entre les dimensions. Le repaire des Tortues est attaqué par Hun et un escadron amélioré du Clan des Foot des deux versions, cherchant à capturer les Tortues des deux dimensions. Le combat contre les ninjas mutants est trop déséquilibré, les Tortues s'échappent grâce à la machine, mais Hun capture Splinter pour l'utiliser comme otage et appât.
Arrivées dans la dimension de 1987, les Tortues de cette époque sauvent April. Ils rejoignent le repaire de cette réalité, où elles retrouvent leur Splinter. Elles acquièrent un équipement anti-Technodrome mais se retrouvent confrontées à un Technodrome amélioré lançant une attaque sur la ville alors qu'elles tentent de revenir dans leur dimension de 2003. Les Tortues parviennent à vaincre l'armée de mutants et de robots défendant le Technodrome, pénètrent dans celui-ci, où elles tombent dans un piège tendu par Ch'rell et sont faits prisonniers. Ch'rell décide de trahir Shredder et Krang de 87, ne lui étant d'aucune utilité, et les fait eux-aussi prisonniers. Ch'rell révèle alors qu'il existe une multitude d'univers, possédant chacun sa propre version des Tortues Ninja capable de s'opposer à lui. Afin de pouvoir éliminer les Tortues dans toutes les réalités, il lui faut s'en prendre à celles de la dimension-source, "Turtle Prime", qu'il ne peut localiser qu'en scannant les deux groupes de tortues pour comparer leurs ressemblances et différences. Il y parvient, mais alors qu'il part pour Turtle Prime, Karai intervient pour sauver les prisonniers, dont Shredder son père adoptif, et fait croire à Ch'rell que les Tortues ont péri pendant le scan.
Les Tortues de 2003, celles de 1987 et April de 2003, rejoints par Casey Jones, partent à la recherche de Shredder sur Turtle Prime, dimension originale et vitale à toutes les Tortues ninja du multivers. Elles y rencontrent leurs homologues plus sérieux et violents. Après avoir clarifié la situation, les trois groupes de Tortues font face à Shredder de 2003, Ch'rell, qui utilise la technologie de Krang pour atteindre une taille titanesque. Au cours de la bataille, Karai révèle que la destruction de Turtle Prime et de ses Tortues entraînerait la disparition de tout le Multivers.
Finalement, l'intervention maladroite de Bebop et Rocksteady détruit involontairement le corps robotique de Shredder de 2003, causant sa mort. La disparition temporaire des réalités est annulée, et les Tortues se séparent, retournant dans leurs dimensions respectives.
Le film se termine avec Kevin Eastman et Peter Laird, les créateurs de la bande dessinée, terminant leur travail et se demandant si leur œuvre se vendra bien, tout en partageant une pizza.

## Fiche technique
- Titre original complet : TMNT: Turtles Forever
- Réalisation : Roy Burdine et Lloyd Goldfine
- Scénario : Robert David, Matthew Drdek et Lloyd Goldfine, d'après les personnages créés par Kevin Eastman et Peter Laird
- Montage : Richard Kronenberg
- Production : Sarah C. Nesbitt ; Délégués : Frederick U. Fierst, Norman J. Grossfeld, Alfred Kahn, Gary Richardson
- Sociétés de production : 4Kids Entertainment, Dong Woo Animation Co., Mirage Studios et Viacom International
- Sociétés de distribution : 4Kids Entertainment, The CW Television Network
- Langue originale : anglais
- Format : Couleur - 1.78:1
- Genre : Animation
- Durée : 72 minutes
- Dates de sortie[2] :

 États-Unis : 21 novembre 2009 (TV)

## Distribution

### Voix originales
- Michael Sinterniklaas : Leonardo
- Wayne Grayson : Michelangelo
- Sam Riegel : Donatello
- Gregory Abbey : Raphael
- Nicolas Fayet : Splinter
- Marc Thompson : Casey Jones
- Veronica Taylor : April O'Neil
- Scottie Ray : Shredder / Ch'rell
- Greg Carey	: Hun
- Karen Neil : Karai
- Dan Green : Leonardo 1987
- Johnny Castro : Michelangelo 1987 / Rocksteady
- Anthony Salerno : Donatello 1987
- Sebastian Arcelus : Raphael 1987
- David Wills : Splinter 1987 / Mirage Shredder
- Rebecca Soler : April O'Neil 1987
- Load Williams : Shredder 1987
- Braford Cameron : Krang / Bebop / Mirage Michelangelo
- Jason Griffith : Mirage Leonardo / Voix supplémentaires
- Pete Capella : Mirage Donatello
- Sean Schemmel : Mirage Raphael / Voix supplémentaires
- Bruce Falk : Voix supplémentaires
- Matthew Piazzi : Voix supplémentaires
- Kevin Eastman : Lui-même (non crédité)
- Peter Laird : Lui-même (non crédité)

### Voix françaises
- Bruno Mullenaerts : Leonardo
- Ilyas Mettioui  : Michelangelo
- Baptiste Hupin : Donatello
- Benjamin Jungers : Raphael
- Thierry Janssen : Splinter, Casey Jones
- Esther Aflalo : April O'Neil
- Martin Spinhayer : Shredder / Ch'rell
- Alain Louis	: Hun
- Maïa Baran : Karai
- Mark Lesser : Leonardo 1987
- Stefan Godin : Michelangelo 1987 / Rocksteady
- Frank Capillery : Donatello 1987
- Bruno Raina : Raphael 1987
- Rémi Kirch : Splinter 1987 / Mirage Shredder
- Laurence Crouzet : April O'Neil 1987
- Stefan Godin : Shredder 1987
- Roger Crouzet : Krang / Bebop / Mirage Michelangelo
- Michel Tugot-Doris : Mirage Leonardo / Voix supplémentaires
- Bernard Bollet : Mirage Donatello
- Patrice Baudrier : Mirage Raphael / Voix supplémentaires
- Luq Hamet : Voix supplémentaires
- Loïc Baugin : Voix supplémentaires